# شهرستان آراگاتس
شهرستان آراگاتس (ارمنی: Արագածի շրջան) یکی از سی و هفت شهرستان در تقسیم‌بندی جمهوری شوروی سوسیالیستی ارمنستان بود. مرکز این شهرستان تساغکاهوویت بود. طبق سرشماری سال ۱۹۸۷ میلادی جمعیت آن بالغ بر تن و مساحت آن ۳۸۲٬۴ کیلومتر مربع بود.

## مناطق مسکونی
- آلاگیاز
- برکارات
- گغادیر
- گغادزور
- گغاروت
- تساغکاهوویت
- تسیلکار
- هنابرد
- ریا تازا
- میجناتون
- ملیک‌گیوغ
- میراک
- نوراشن
- آوشن
- جامشلو
- چارچاکیس
- کانیاشیر
- واردابلور
- لرناپار
- سیپان
- سادونتس
- شنکانی